# Miracleman (personatge)
Miracleman (Michael "Micky" "Mike" Moran), conegut originalment com Marvelman, és un superheroi de ficció que apareix als còmics publicats per primera vegada per L. Miller & Son, Ltd. Creada el 1954 per l'escriptor i artista Mick Anglo per a l'editorial L. Miller & Son com a substitut pel Regne Unit del personatge nord-americà Captain Marvel, la sèrie original va durar fins al 1963. Va ser reviscut el 1982 en un reinici fosc i postmodern de l'escriptor Alan Moore, amb contribucions posteriors de Neil Gaiman.

## Història

### Els anys de Mick Anglo
El 1953, la companyia nord-americana Fawcett Comics, que era l'editora nord-americana de Captain Marvel, va suspendre el títol a causa d'una demanda de DC Comics. Len Miller i la seva empresa L. Miller & Son, Ltd. havien estat publicant reimpressions en blanc i negre de la sèrie, juntament amb altres títols de Fawcett, al Regne Unit. En lloc d'aturar-se, va recórrer a l'aleshores empaquetador de còmics Mick Anglo per demanar ajuda per continuar o substituir el còmic. Van transformar el capità Marvel en Marvelman mentre Miller continuava amb els seus altres títols de reimpressió de Fawcett i utilitzava logotips i marques registrades que s'assemblaven significativament als de Fawcett. Això va afegir a l'aparença que la línia Fawcett continuava, i que Marvelman encara era el Capità Marvel, per tal de retenir l'audiència.
Marvelman era semblant al capità Marvel: un jove periodista anomenat Micky Moran es troba amb un astrofísic, en lloc d'un mag, que li dona superpoders basats en l'energia atòmica en lloc de la màgia. Per transformar-se en Marvelman, diu la paraula "Kimota", que fonèticament és "atòmica" al revés, en lloc de "Shazam". En lloc de Captain Marvel Jr. i Mary Marvel, Marvelman es va unir a Dicky Dauntless, un noi missatger adolescent que es va convertir en Jove Marvelman, i al jove Johnny Bates, que es va convertir en Kid Marvelman; les seves dues paraules màgiques eren "Marvelman".
Captain Marvel #19 i Captain Marvel, Jr. #19 van anunciar la propera substitució d'aquests herois, i amb el número 25 de cada títol (tots dos amb data de portada del 3 de febrer de 1954), van ser retitulats com Marvelman i Young Marvelman. La família Marvelman es va afegir a la formació dos anys després. Entre els artistes d'estudi que Anglo es va reunir per produir els còmics hi havia Denis Gifford i Don Lawrence. Marvelman i Young Marvelman tenien 346 números cadascun, publicats setmanalment, excepte els 36 números finals, que eren mensuals, reimprimint històries antigues. Marvelman Family va ser un mensual que habitualment presentava Marvelman, Young Marvelman i Kid Marvelman junts, des d'octubre de 1956 fins al novembre de 1959. Una varietat d'àlbums de Marvelman i Young Marvelman es van imprimir anualment de 1954 a 1963.
L'associació de Mick Anglo amb Len Miller va acabar el 1960. A continuació, un Anglo descontent va reciclar algunes de les seves històries de Marvelman com Captain Miracle, publicades sota el seu segell Anglo Comics, que es va retirar el 1961. Anglo sempre va reclamar la propietat de Marvelman, i encara que els drets del creador eren gairebé desconeguts a la indústria del còmic britànic dels anys 50 i 60, almenys algunes de les històries de Marvelman d'Anglo tenen un petit "© Mick Anglo" als marges, cosa que dona una mica de credibilitat a l'afirmació d'Anglo.
En el punt àlgid del seu èxit, les "Marvels" britàniques van veure una sèrie de reimpressions italianes. Gordon i Gotch, una de les editorials de còmics més grans d'Austràlia, també van publicar edicions de reimpressió. Al Brasil, les històries britàniques de Marvelman es van reimprimir amb els mateixos títols que el Captain Marvel original de Fawcett. Tanmateix, al Brasil, Marvelman es va convertir en Jack Marvel.
Tot i que els títols de Marvelman van tenir èxit durant un temps considerable, això va canviar bruscament el 1959 quan els canvis a la llei britànica van permetre importar còmics dels EUA. Els llibres de Marvelman en blanc i negre no van poder competir amb les importacions a tot color, la qual cosa va obligar Miller a cancel·lar Marvelman Family, a rebaixar els altres dos títols a l'estatus mensual i a utilitzar aventures reimpresos per al seu contingut. Les dues sèries van sobreviure fins al 1963, quan Miller es va declarar en fallida. L'empresa va deixar de publicar completament el 1966.

### Els anys d'Alan Moore

#### Marvelman (aWarrior)
Un nou còmic d'antologia mensual britànic en blanc i negre, Warrior, es va llançar el març de 1982.
Les dues primeres opcions de Skinn per escriure Marvelman van ser Steve Parkhouse i Steve Moore. Tots dos van expressar una manca d'interès, i quan Moore va dir a Skinn que el seu amic Alan Moore (sense relació amb Steve) li "donaria les dents" per escriure Marvelman, Skinn va acceptar deixar-lo presentar una presentació per a la sèrie. Les primeres eleccions de Skinn per a l'artista van ser Dave Gibbons i Brian Bolland, però una altra vegada tots dos van declinar, deixant Skinn a donar l'encàrrec de mala gana a Garry Leach, l'únic artista que va poder trobar amb interès en el projecte. Leach va utilitzar l'actor Paul Newman com a model per a la seva interpretació de Marvelman.
Warrior presentava una nova versió més fosca de Marvelman, escrita per Alan Moore, il·lustrada per Garry Leach (aviat substituït per Alan Davis quan l'enfocament laboriós i perfeccionista de Leach amenaçava els terminis), i escrit per Annie Parkhouse. En el primer número de Warrior, Michael Moran es presenta com a casat, plagat de migranyes, amb somnis de volar i incapaç de recordar una paraula que tingués tanta importància en els seus somnis. En la seva sèrie inicial d'històries de Marvelman, Moore toca molts temes del seu treball posterior, com ara el superheroi com a font de terror, el vilà simpàtic i l'exploració de la mitologia d'un personatge de ficció establert.
Warrior va publicar un Marvelman Special recopilant històries de Mick Anglo dins d'una història marc de Moore. L'antic Atlas Comics, rebatejat com a Marvel Comics poc abans que es cancel·lés el Marvelman original, es va oposar a l'ús de la paraula Marvel al títol de la sèrie. Això es va utilitzar com a explicació oficial de l'editor de per què Marvelman va acabar amb Warrior #21 (agost de 1984) mentre que l'antologia en si va continuar per altres cinc números, però el motiu real va ser una sèrie d'acers arguments financers entre Skinn i Moore. Amb la sèrie interrompuda, Skinn va llicenciar el material a les editorials nord-americanes, primer a Pacific Comics, i després del col·lapse de Pacific, a Eclipse Comics.

#### Canvi de nom a Miracleman
L'agost de 1985, Eclipse va començar a reimprimir les històries de Marvelman de Warrior, acolorides i redimensionades. Van ser rebatejats i relletrats com a Miracleman per evitar més problemes amb Marvel Comics. Els números 1–6 van reimprimir tot el contingut de Warrior, després del qual Eclipse va començar a publicar noves històries de Miracleman de Moore i el nou artista Chuck Beckum (ara conegut com a Chuck Austen), aviat substituït per Rick Veitch i després John Totleben. Eclipse va dividir els drets del personatge, amb 2/3 d'Eclipse i 1/3 entre l'escriptor i l'artista actuals de la sèrie. Moore va escriure la sèrie fins al número 16.
Al número 4 de Warrior (també anomenat Warrior Summer Special) es presenta una visió de com Moore va voler dir que la història continués originalment, que inclou Marvelman i Aza Chorn reunint energia per a la batalla final amb Kid Marvelman.

### Miracleman: els anys de Neil Gaiman
Miracleman va ser un personatge destacat a la mini-sèrie Total Eclipse (1988–89). "Screaming", una història curta de Neil Gaiman i Mark Buckingham, va aparèixer a Total Eclipse #4. Aquesta va ser la primera història de Miracleman publicada per Gaiman. Aquesta història es va reimprimir al número 21 i al llibre de butxaca "The Golden Age".
Gaiman i Buckingham van recollir la sèrie al número 17, que es va publicar el juny de 1990. Es van planificar tres volums, formats per sis números cadascun: "L'edat d'or", "L'edat de plata" i "L'edat fosca". "L'Edat d'Or" va mostrar al món uns anys més tard: una utopia que s'està transformant gradualment per tecnologies alienígenes, i benignement governada per Miracleman i altres parahumans, tot i que té dubtes persistents sobre si ha fet el correcte prenent el poder. El focus de Gaiman a "The Golden Age" és menys els herois en si mateix que la gent que viu en aquest nou món, inclòs un home solitari que es converteix en un dels amants de Miraclewoman, un antic espia (el conte del qual recorda el conte de JG Ballard "War Fever"), i diversos duplicats d'Andy Warhol.
Eclipse va seguir "The Golden Age" amb la publicació de la minisèrie independent de tres números Miracleman: Apocrypha, escrita i il·lustrada per una varietat d'altres creadors, amb pàgines d'enquadrament de Gaiman i Buckingham. Aquestes històries no formaven part de la narrativa principal, sinó que van donar més força al món de "L'edat d'or". Van aparèixer dos números de "The Silver Age", però Eclipse va fer fallida el 1994, deixant de publicar Miracleman amb el número 24. El número 25 es va completar però mai es va publicar.
Gaiman havia aprovat una sèrie derivada, Miracleman: Triumphant, escrita per Fred Burke, escrita a llapis per Mike Deodato Jr i tintada per Jason Temujin Minor. La major part del primer número de Miracleman: Triumphant estava complet i llest per a la impressió, i el segon tenia un guió, però com Miracleman #25, els dos números es van mantenir en els llimbs de la publicació després que Eclipse es col·lapsés. Els números 23 i 24 van veure la resurrecció de Young Miracleman i van descriure els inicis dels problemes al món idíl·lic de Miracleman. Algunes pàgines del número 25 es van filtrar a diversos llocs web i apareixen al llibre Kimota de George Khoury! El company Miracleman. "The Dark Age" hauria vist el retorn complet de Kid Miracleman i completat la història.

### Batalla per la propietat
El 1996, Todd McFarlane va comprar els actius creatius d'Eclipse, inclosos els suposats drets de Miracleman, per un total de 25.000 dòlars.
El 2001, McFarlane va dir que posseïa tots els drets relacionats amb Miracleman, rebutjant les afirmacions de copropietat de Neil Gaiman, i va anunciar que el personatge apareixeria a Hellspawn. McFarlane va presentar Mike Moran (l'alter ego de Miracleman) a Hellspawn # 6, amb la suposada intenció de tornar el mateix Miracleman a Hellspawn #13. McFarlane va incloure Miracleman a la seva secció del que aleshores era el llibre del 10è aniversari de la imatge, molt retardat. Va llançar una estàtua Miracleman de fosa en fred, així com una 4-polzada (10 cm) figura d'acció a escala que es va associar amb Spawn en un paquet de dos exclusius de San Diego Comicon. La intenció de McFarlane havia estat utilitzar el personatge en el seu títol principal. Atès que la història de Hardcover es va vincular directament amb els esdeveniments de Spawn #150 i més enllà, Miracleman es va convertir en un nou personatge misteriós conegut com l'home dels miracles. La seva aparició com a Miracleman s'explica per la capacitat de Man of Miracles de canviar de forma i pel fet que la gent el veu com vol.
El 2001, Gaiman va formar Marvels and Miracles LLC, una empresa l'objectiu de la qual era aclarir la propietat de Miracleman a llarg termini. El 2002 Gaiman va demandar a McFarlane pel seu ús no autoritzat de Miracleman i els personatges que havia creat per a Spawn. Segons Gaiman, les proves presentades en el curs de la demanda van revelar que els drets de Miracleman no estaven inclosos en la compra de McFarlane dels actius d'Eclipse Comics. També el 2002, Gaiman va escriure la sèrie 1602 per a Marvel. Els beneficis de Gaiman d'aquesta sèrie van ser a Marvels and Miracles LLC per ajudar a la seva lluita legal sobre Miracleman. La dedicatòria de Gaiman a les edicions recollides de 1602 diu, en part, "A Todd, per fer-ho necessari".
El 2009 va sorgir que el creador original Mick Anglo havia conservat els drets de Marvelman des del principi, el que significa que la compra d'aquests drets per Quality Communications, Eclipse i McFarlane era il·legítima.
A la Comic Con de San Diego del 2009, Marvel Comics va anunciar que havia comprat els drets de Marvelman, "un dels personatges de còmics més importants en dècades", a Mick Anglo. El juny de 2010, es va publicar un one-shot "Marvelman Classic Primer", que inclou nous arts i entrevistes amb Mick Anglo i altres implicats en la història de Marvelman. El juliol de 2010, una nova sèrie en curs anomenada Marvelman Family's Finest va llançar la reimpressió de "Les grans aventures de Marvelman". Una edició de reimpressió de tapa dura, Marvelman Classic Vol. 1, va ser llançat l'agost de 2010. Alan Moore ha declarat que donaria part dels seus drets d'autor de qualsevol reimpressió de Marvel de les seves històries de Marvelman a Mick Anglo.

### Marvel Comics
A la New York Comic Con 2013, Marvel va anunciar que havien consolidat els seus drets sobre Miracleman i que Neil Gaiman acabaria la història que havia començat 25 anys abans. La sèrie va adoptar un format de mida gegant, amb cada número que contenia una reimpressió del número corresponent de la sèrie Eclipse Comics, reimpressions d'històries selectes de Mick Anglo Marvelman i material de no ficció com ara assaigs, fotos i esbossos de disseny de Marvelman. El primer número, que reimprimeix les històries recolorides i lletres de Warrior #1 i 2/ Miracleman #1, es va publicar el 15 de gener de 2014.
Les reimpressions van continuar, recopilant treballs remasteritzats i recolorits de la tirada original, amb col·leccions de tapa dura a continuació. El setembre de 2014 es va anunciar el primer material nou de Miracleman sota la bandera de Marvel Comics. Amb una història "perduda" de Grant Morrison que van escriure als anys 80, i dibuixada per Joe Quesada, s'hi va afegir una història totalment nova de Peter Milligan i Mike Allred.
Les reimpressions van continuar fins al número 16 quan la sèrie va ser retitulada Miracleman: The Golden Age, que va reimprimir els números 17-22. Miracleman de Gaiman & Buckingham: Els números 1 a 3 de l'edat de plata es van anunciar per al seu llançament el 2017 però aquestes sol·licituds es van cancel·lar poc després. A la San Diego Comic Con del 2018 en un esdeveniment únic per a un minorista, Marvel va anunciar els obstacles legals que van provocar que s'havia resolt la cancel·lació i se suposava que la nova sèrie començaria a publicar-se el 2019 amb l'equip creatiu anunciat anteriorment de Gaiman i Buckingham a bord. El 29 de desembre de 2021, es va llançar el Timeless one-shot, amb el logotip "MM" de Miracleman a la pàgina final. Els anuncis posteriors de Marvel van confirmar que Miracleman apareixeria a l'univers Marvel en el futur.

## Biografia de personatges de ficció

### Versió d'Alan Moore
Michael Moran treballa com a reporter autònom quan es veu atrapat en una incursió terrorista a una nova planta d'energia atòmica. En veure la paraula "atòmica" cap enrere ("cimota") mentre el portaven per davant d'una porta amb la paraula escrita sobre un vidre, recorda la paraula "Kimota"; Marvelman renaix i salva el dia. Com a Marvelman, Moran recorda els seus primers anys com a superheroi i explica a la seva dona Liz que va perdre els seus records quan tota la família Marvelman es va veure atrapada en una explosió atòmica. La reaparició de Marvelman crida l'atenció de Johnny Bates (Kid Marvelman), que no només va sobreviure, sinó que va viure amb els seus records i superpoders intactes. Bates, però, va ser corromput pel seu poder i es va convertir en un amarg sociòpata. Després d'un enfrontament brutal, Kid Marvelman diu la seva paraula màgica ("Marvelman") per error i torna al seu alter ego, el Johnny Bates, de 13 anys. El nen, innocent però conscient del mal que va cometre com a Kid Marvelman, retrocedeix mentalment en estat de xoc i cau en un estat catatònic.
Amb l'ajuda de la renegada agent del Servei Secret britànic Evelyn Cream, i després d'una breu baralla amb un nou superheroi britànic anomenat Big Ben, Marvelman es dirigeix cap a un búnquer militar alt secret. Allí, descobreix les restes d'una nau espacial alienígena i dos esquelets no humans fusionats. Marvelman veu un fitxer que revela que tota la seva experiència com a superheroi va ser una simulació com a part d'un projecte d'investigació militar, nom en clau "Projecte Zarathustra", que intentava millorar el cos humà mitjançant la tecnologia alienígena. Moran i els altres subjectes havien estat mantinguts inconscients, les seves ments alimentades amb històries i vilans extrets dels còmics (que comprenien les històries originals) pels investigadors, per por del que podrien fer si es despertaven. Com a resultat, es va decidir que el projecte s'havia d'acabar, i també Marvelman i els seus dos companys: en una aventura final i real van ser enviats a un parany on un dispositiu nuclear havia d'aniquilar-los. Moran va sobreviure, la seva memòria es va esborrar i Young Miracleman va morir. Mentrestant, es revela que la Liz havia concebut un nen amb Marvelman, que té el potencial de ser el primer superhumà nascut de manera natural a la Terra.
Al número 21 de Warrior, Moran coneix el seu nemesi del món dels somnis, el Dr. Gargunza (basat lliurement en el Doctor Sivana). En "realitat", Gargunza va ser el geni científic darrere de l'experiment que va crear Marvelman. Gargunza, després de treballar com a genetista per als nazis, havia estat reclutat pels britànics després de la Segona Guerra Mundial. Incapaços de seguir el ritme de la carrera armamentista nuclear dels EUA i la Unió Soviètica, els britànics havien recolzat a Gargunza perquè utilitzés la genètica per desenvolupar una nova superarma. Per coincidència, una nau espacial alienígena es va estavellar al Regne Unit al voltant de 1947 i Gargunza va poder fer enginyeria inversa suficient per crear el Marveldog. La tecnologia alienígena i, per tant, el projecte Zarathustra, consistia a fer créixer un segon cos avançat, que s'emmagatzemava en una butxaca extradimensional de l'espai quan no s'utilitzava. Quan es pronunciava una paraula especial, els dos cossos canviaven de lloc a l'espai i la consciència es transferia. Després de la cancel·lació del projecte, Gargunza va escapar a Sud-amèrica. Es revela que Gargunza té un propòsit més profund: després de la mort de la seva mare, té un complex de mortalitat i té la intenció que el fill de Marvelman aculli la seva pròpia consciència.
La filla de Moran neix a Miracleman #9 (que es va convertir en controvertit a causa d'una escena de naixement molt gràfica, basada en il·lustracions mèdiques del procés); dues races d'extraterrestres, una anomenada Warpsmiths, l'altra anomenada Qys (que estaven darrere de la tecnologia original d'intercanvi de cos) van arribar a la Terra; emergeix la dona miracle; i es revela que certs superhumans nadius ja viuen a la Terra, com ara Firedrake.
Ara, fora de la seva catatonia, el petit i esvelt Johnny Bates és colpejat repetidament per matones grans a la seva casa de grup. Quan un d'ells arriba a intentar violar-lo, Johnny es transforma en Kid Miracleman i desencadena un holocaust assassí a Londres. Quan els Miracles descobreixen què està passant, ells i els seus aliats alienígenes desafien col·lectivament a Bates. Un dels Warpsmiths, Aza Chorn, s'adona que no poden passar pel camp de força personal d'en Bates i, en canvi, teletransporta algunes restes al seu cos, obligant-lo a transformar-se en la seva forma mortal per escapar del terrible dolor. El seu fustig s'atura, però Bates mata Aza Chorn com a darrer acte. Sense voler arriscar-se a una altra oportunitat de repetir aquest horror i per pietat del seu antic càrrec, Miracleman mata en silenci Johnny Bates, sabent que és l'única manera d'assegurar-se que no tornarà a passar mai més. El cor de Londres, però, ha estat destruït, 40.000 persones han mort, Aza Chorn jau morta i el món ara sap que els déus caminen entre ells.
L'últim número de Moore, el número 16 ("Olympus") acaba amb una representació de l'apoteosi de Miracleman, ja que ell i els seus aliats sobrehumans posen tot el planeta sota el seu control totalitari. Miracleman i els seus companys, en comparació explícita amb els déus, ara governen el planeta com consideren oportú, tot i que grups com una aliança de fonamentalistes cristians i islàmics s'hi oposen de manera ineficaç. L'"era dels miracles" és aparentment benèvola, però en escenes com la conversa final entre Miracleman i Liz, Moore suggereix que Miracleman ha perdut la seva humanitat i que la seva utopia finalment serà perjudicial per a la humanitat. El tema acaba amb Miracleman assegut a Aza Chorn Memorial Park, pensant en tot el que ha passat a la seva vida fins aquest moment i preguntant-se si ha fet el correcte.
La carrera de Neil Gaiman comença amb el número 17.

## Versions alternatives
Una versió alternativa de Marvelman es veu al còmic britànic The Daredevils #7 (1983) (propietat de Marvel UK) a la història de Captain Britain. En realitat anomenat Miracleman (la primera vegada que el nom es va adjuntar al personatge), és assassinat per la Fúria. La seva parella menor, anomenada "Rick" i mai identificada explícitament com Young Miracleman, està casada amb el capità Gran Bretanya d'aquest món. Es veu que Rick és assassinat per la Fúria, però és rescatat per Roma.
L'A1 Sketchbook, publicat a finals de 2004 per Atomeka Press, incloïa quatre pin-ups relacionats amb Miracleman (tot i que els pin-ups no estaven etiquetats com Miracleman, probablement per evitar més embolics legals) de l'artista original de Miracleman Garry Leach. També es va produir una variant del quadern de dibuixos, amb una portada "Miracleman" i una contraportada "Kid Miracleman" de Leach.

## Edicions recollides
A partir de l'agost de 2010, Marvel ha començat a reimprimir les històries originals de Mick Anglo Marvelman, començant amb la primera aparició del personatge al número 25.
- Marvelman Classic Hardcover Vol. 1, de Mick Anglo. Recull Marvelman (Vol. 1, 1954) números 25, 27–34.
  - Tapa dura: Marvel Comics, 2010. ISBN 0-7851-4376-9.

Els còmics de Miracleman publicats per Eclipse es van recopilar en diversos volums individuals durant la dècada de 1990. Tots aquests llibres estan actualment exhaurits.
- Miracleman Book One: A Dream of Flying, d'Alan Moore, Garry Leach, Alan Davis. Recull els números 1–3 de Miracleman (que, al seu torn, reimprimeixen històries dels números 1–11 de Warrior).
  - Rústica: Eclipse Books, 1990. ISBN 0-913035-61-0, ISBN 0-913035-61-0.
  - Tapa dura: Eclipse Books, 1990. ISBN 0-913035-62-9, ISBN 0-913035-62-9.
- Miracleman Book Two: The Red King Syndrome, d'Alan Moore, Alan Davis, John Ridgeway, Chuck Beckum, Rick Veitch. Recull els números 4–6 de Miracleman (que al seu torn reimprimien històries dels números 12–21 de Warrior) i els números 7, 9 i 10 de Miracleman. [Es va ometre el número 8, que contenia material de reimpressió de la dècada de 1950].
  - Rústica: Eclipse Books, 1990. ISBN 1-56060-036-5, ISBN 1-56060-036-5.
  - Tapa dura: Eclipse Books, 1991. ISBN 1-56060-035-7, ISBN 1-56060-035-7.
- Miracleman Book Three: Olympus, d'Alan Moore i John Totleben. Recull els números 11–16.
  - Rústica: Eclipse Books, 1991. ISBN 1-56060-080-2, ISBN 1-56060-080-2.
  - Tapa dura: Eclipse Books, 1991. ISBN 1-56060-079-9, ISBN 1-56060-079-9.
- Miracleman Book Four: The Golden Age, de Neil Gaiman i Mark Buckingham. Recull els números 17–22, però no conté la història de "Recuperació" publicada en aquests números.
  - Rústica: Eclipse Books, 1992. ISBN 1-56060-168-X, ISBN 1-56060-168-X.
  - Rústica: HarperCollins, 1993. ISBN 0-06-105005-9, ISBN 0-06-105005-9.
- Miracleman: Apocrypha, per diversos.
  - Rústica: Eclipse Books, 1992. ISBN 1-56060-189-2, ISBN 1-56060-189-2.

Marvel ha començat a recollir les seves reimpressions recolorides dels còmics de Miracleman publicats originalment per Eclipse. La primera edició de tapa dura, A Dream of Flying, es va publicar el maig de 2014 amb el segon volum, The Red King Syndrome, publicat més tard aquell mateix any, i el volum tres, Olympus publicat el 2015.
- Miracleman Book One: A Dream of Flying, d'Alan Moore (acreditat com a "The Original Writer"),[32] Mick Anglo, Garry Leach, Alan Davis, Steve Dillon. Recull els números 1–4 de Miracleman.
  - Tapa dura: Marvel Comics, 2014. ISBN 0-78515-462-0, ISBN 0-78515-462-0.
- Miracleman Book Two: The Red King Syndrome, d'Alan Moore ("L'escriptor original"),[32] Chuck Austen, Rick Veitch, John Totleben. Recull els números 5–10 de Miracleman.
  - Tapa dura: Marvel Comics, 2014. ISBN 0-78515-464-7, ISBN 0-78515-464-7.
- Miracleman Book Three: Olympus, d'Alan Moore ("The Original Writer"),[32] Grant Morrison, Peter Milligan, John Totleben, Joe Quesada, Mike Allred. Recull els números de Miracleman 11–16, Miracleman Annual #1.
  - Tapa dura: Marvel Comics, 2015. ISBN 0-78515-466-3, ISBN 0-78515-466-3.